# 畢加索博物館 (巴塞羅那)
畢加索博物館（加泰隆尼亞語： 加泰隆尼亞語發音：[muˈzɛw piˈkasu]）是一座位于西班牙巴塞羅那的美術館，收藏有4,251件西班牙藝術家畢加索的作品。博物館佔據了里贝拉的五所中世紀宮殿。 1963年3月9日開張時是世界上第一所專門收藏畢加索作品的博物館。

## 外部連結
- 官方網站 （页面存档备份，存于）

41°23′07″N 2°10′50″E / 41.38528°N 2.18056°E